# Джебел (община)
Община Джебел се намира в Южна България и е една от съставните общини на област Кърджали.

## География

### Географско положение, граници, големина
Общината е разположена в югозападната част на област Кърджали. С площта си от 229,079 km2 е най-малката сред 7-те общините на областта, което съставлява 7,14% от територията на областта. Границите ѝ са следните:
- на северозапад – община Ардино;
- на север – община Кърджали;
- на изток – община Момчилград;
- на юг – община Кирково;
- на югозапад – община Златоград, област Смолян;
- на запад – община Неделино, област Смолян.

### Природни ресурси

#### Релеф
Релефът на община Джебел е ниско планински и хълмист. Тя се намира изцяло в пределите Източните Родопи. Цялата ѝ територия е заета от източните разклонения на източнородопския рид Жълти дял с максимална височина от 1044 m, разположена западно от село Контил. От него на изток и югоизток се спускат два дълги и тесни рида, потъващи в долината на река Върбица. Най-мощният е южният – Устренски рид, разположен между долините на река Върбица и левият ѝ приток Джебелска река. Неговата максимална височина е връх Ветреник (1031 m), издигащ се северозападно от село Припек. Северният безименен рид е много по-къс, по-тесен и по-нисък и е разположен между долините на Джебелска река на юг и Дива река (Читак дере) на север. Между тях протича Джебелска река, която в района на общинския център град Джебел образува голямо долинно разширение известно като Джебелска котловина. В коритото на Дива река, северно от село Софийци се намира най-ниската точка на общината – 246 m н.в.

#### Води
Територията на община Джебел изцяло попада във водосборния басейн на река Върбица (десен приток на Арда). В нея отляво се вливат три големи притока – Саръяр дере (Яр дере), Джебелска река (Дерменчай) и Дива река (Читак дере), които отводняват над 90% от територията на общината. В най-югозападната ѝ част, по югозападния склон на Устренския рид протичат малки и къси реки леви притоци директно на Върбица или на левия ѝ приток Неделинска река (Узундере).

## Население

### Етнически състав (2011)
Численост и дял на етническите групи според преброяването на населението през 2011 г.:
|                     | Численост | Дял (в %) |
| Общо                | 8167      | 100,00    |
| Българи             | 1245      | 15,24     |
| Турци               | 5432      | 66,51     |
| Цигани              | 3         | 0,04      |
| Други               | 82        | 1,00      |
| Не се самоопределят | 569       | 6,97      |
| Неотговорили        | 836       | 10,24     |

### Населени места
Общината има 47 населени места с общо население 8375 жители към 7 септември 2021 г.
| Населено място | Население (2021 г.) | Площ на землището km2 | Забележка (старо име) | Населено място | Население (2021 г.) | Площ на землището km2 | Забележка (старо име)           |
| -------------- | ------------------- | --------------------- | --------------------- | -------------- | ------------------- | --------------------- | ------------------------------- |
| Албанци        | 17                  | 0,807                 | Арнаутлар             | Подвръх        | 110                 | 1,434                 | Тепе алтъ                       |
| Брежана        | 14                  | 2,035                 | Ада                   | Полянец        | 161                 | 3,034                 | Сатъ кьой                       |
| Великденче     | 131                 | 3,088                 | Рамаданлар            | Поточе         | 22                  | 2,427                 | Дере кьой                       |
| Воденичарско   | 93                  | 8,183                 | Дерменджилер          | Припек         | 768                 | 12,156                | Гюнели                          |
| Вълкович       | 135                 | 3,576                 | Курт кьой             | Ридино         | 316                 | 12,940                | Яр дере                         |
| Генерал Гешево | 197                 | 11,044                | Гьолджик              | Рогозари       | 101                 | 2,854                 | Каба ач, Хасърджилар            |
| Джебел         | 3044                | 9,041                 | Шейх джумая           | Рогозче        | 135                 | 5,596                 | Хасърджик                       |
| Добринци       | 139                 | 6,636                 | Хасан оллар           | Рожденско      | 8                   | 3,044                 |                                 |
| Душинково      | 119                 | 6,393                 | Джанбашли             | Рът            | 17                  | 3,032                 | Сърт кьой                       |
| Желъдово       | 127                 | 4,215                 | Али факъ              | Сипец          | 112                 | 2,935                 |                                 |
| Жълтика        | 43                  | 4,374                 | Саръ йер              | Скалина        | 56                  | 1,211                 | Кая баши                        |
| Жълти рид      | 9                   | 1,066                 | Саръ яр               | Слънчоглед     | 181                 | 4,901                 | Ходжа кьой                      |
| Илийско        | 133                 | 5,713                 | Елиястчъ, Елехче      | Софийци        | 112                 | 8,279                 | Ахмед спахи                     |
| Казаците       | 85                  | 2,083                 | Казаклъ               | Телчарка       | 101                 | 2,899                 | Чаваклар                        |
| Каменяне       | 2                   | 3,617                 | Ташлъ кьой            | Търновци       | 64                  | 3,116                 | Кангълар                        |
| Козица         | 131                 | 5,456                 | Ахмед дере            | Тютюнче        | 140                 | 1,427                 | Арслан ходжа                    |
| Контил         | 22                  | 3,700                 | Контил                | Устрен         | 274                 | 8,285                 |                                 |
| Купците        | 41                  | 6,088                 | Базиргян кьой         | Цвятово        | 6                   | 3,946                 | Алъ кьой                        |
| Лебед          | 99                  | 3,949                 | Гьолджук              | Църквица       | 85                  | 8,862                 | Клисали                         |
| Мишевско       | 244                 | 11,898                | Кючук Виран           | Чакалци        | 71                  | 2,294                 | Чакалар                         |
| Мрежичко       | 113                 | 5,311                 | Тюлер                 | Черешка        | 16                  | 2,756                 |                                 |
| Овчево         | 61                  | 1,013                 | Испалар               | Щерна          | 33                  | 7,401                 | Хавъзлъ                         |
| Папрат         | 215                 | 4,352                 | Бекташлар             | Ямино          | 104                 | 3,298                 | Елма чукур                      |
| Плазище        | 168                 | 7,314                 | Кайряк сейдели        | ОБЩО           | 8375                | 229,079               | няма населени места без землища |

## Административно-териториални промени
- МЗ № 2820/обн. 14.08.1934 г. – преименува с. Шейх Джумая на с. Джебел;

– преименува с. Гюнели на с. Припек;
- МЗ № 3225/обн. 21.09.1934 г. – преименува с. Кючук Виран на с. Мишевско;
- МЗ № 3775/обн. 07.12.1934 г. – преименува с. Арнаутлар на с. Албанци;

– преименува с. Рамаданлар на с. Великденче;
– преименува с. Дерменджилер (Дерминджилер) на с. Воденичарско;
– преименува с. Курт кьой на с. Вълкович;
– преименува с. Гьолджик на с. Генерал Гешево;
– преименува с. Неби паша на с. Генерал Фичево;
– преименува с. Шейх кьой на с. Главатарци;
– преименува с. Ахчилар на с. Готварско;
– преименува с. Хасан оллар на с. Добринци;
– преименува с. Джанбашли на с. Душинково;
– преименува с. Али факъ на с. Желъдово;
– преименува с. Саръ яр на с. Жълти рид;
– преименува с. Елиястчъ (Елехче) на с. Илийско;
– преименува с. Казаклъ на с. Казаците;
– преименува с. Ташлъ кьой на с. Каменяне;
– преименува с. Ахмед дере на с. Козица;
– преименува с. Базиргян кьой на с. Купците;
– преименува с. Гьолджук на с. Лебед;
– преименува с. Тюлер на с. Мрежичко;
– преименува с. Испалар на с. Овчево;
– преименува с. Бекташлар на с. Папрат;
– преименува с. Кайряк сейдели на с. Плазище;
– преименува с. Тепе алтъ на с. Подвръх;
– преименува с. Сатъ кьой на с. Полянец;
– преименува с. Дере кьой на с. Поточе;
– преименува с. Яр дере на с. Ридино;
– преименува с. Каба ач (Хасърджилар) на с. Рогозари;
– преименува с. Хасърджик на с. Рогозче;
– преименува с. Сърт кьой на с. Рът;
– преименува с. Кая баши на с. Скалина;
– преименува с. Ходжа кьой на с. Слънчоглед;
– преименува с. Ахмед спахи на с. Софийци;
– преименува с. Софталар на с. Софтите;
– преименува с. Чаваклар на с. Телчарка;
– преименува с. Кангълар на с. Търновци;
– преименува с. Арслан ходжа на с. Тютюнче;
– преименува с. Алъ кьой на с. Цвятово;
– преименува с. Клисали на с. Църквица;
– преименува с. Чакалар на с. Чакалци;
– преименува с. Хавъзлъ на с. Щерна;
– преименува с. Елма чукур на с. Ямино;
- МЗ № 3778/обн. 07.12.1934 г. – преименува с. Джелил оглар на с. Дихановци;

– преименува с. Иманоглар на с. Едноверци;
- МЗ № 3079/обн. 23.11.1940 г. – заличава селата Главатарци и Едноверци и ги присъединява като квартали на с. Джебел;
- Указ № 546/обн. 15.09.1964 г. – признава с. Джебел за с.гр.т. Джебел;
- Указ № 829/обн. 29.08.1969 г. – заличава селата Готварско и Дихановци и ги присъединява като квартали на с.гр.т. Джебел и го признава за гр. Джебел;
- Указ № 409/обн. 27.03.1981 г. – преименува с. Софтите на с. Модрен;
- Указ № 583/обн. 14.04.1981 г. – отделя кв. (н.м.) Билярал (от с. Щерна) и го присъединява като квартал (н.м.) на с. Търновци;

– отделя кв. (н.м.) Тополника (от с. Църквица) и го присъединява като квартал (н.м.) на с. Мишевско;
- Указ № 970/обн. 04.04.1986 г. – признава н.м. Брежана (от с. Търновци) за отделно населено място – с. Брежана;

– признава н.м. Жълтика (от с. Щерна) за отделно населено място – с. Жълтика;
– признава н.м. Рожденско (от с. Контил) за отделно населено място – с. Рожденско;
– признава н.м. Сипец (от с. Мишевско) за отделно населено място – с. Сипец;
– признава н.м. Черешка (от с. Контил) за отделно населено място – с. Черешка;
– заличава с. Генерал Фичево и го присъединява като квартал на гр. Джебел;
- Реш. МС №985/обн. ДВ бр.99/14.12.2012 г. – заличава с. Модрен и заедно със землището му го присъединява като квартал на с. Мишевско[3].

## Транспорт
През общината преминават изцяло или частично 5 пътя от Републиканската пътна мрежа на България с обща дължина 57,2 km:
- участък от 2,3 km от Републикански път I-5 (от km 367,3 до km 369,6);
- участък от 19,3 km от Републикански път III-508 (от km 4,1 до km 23,4);
- началният участък от 14,7 km от Републикански път III-5082 (от km 0 до km 14,7);
- целият участък от 12 km от Републикански път III-5084;
- последният участък от 8,9 km от Републикански път III-8673 (от km 2 до km 10,9).

## Топографска карта
- Лист от карта K-35-87. Мащаб: 1 : 100 000.